# Lotty Wohlwend
Lotty Wohlwend (* 1965 in Niederuzwil) ist eine Schweizer Schriftstellerin, Journalistin und Filmemacherin.

## Leben
Lotty Wohlwend machte eine Ausbildung zur Psychiatrieschwester. 1988 wechselte sie in den Journalismus. Seit 1995 ist sie freischaffend für verschiedene Schweizer Medien tätig. Ab 1994 machte sie erste Filmarbeiten und gründete 1995 videOst Frauenfeld, ein Verein für Thurgauer Filmschaffende/Videokünstler.

## Werk
Zusammen mit Arthur Honegger, dem wohl bekanntesten Schweizer Verdingkind, schrieb Lotty Wohlwend das Buch Gestohlene Seelen. Diese breit angelegte Reportage geht der Frage nach, wie Verdingkinder in den letzten 100 Jahren mit ihrem Leben fertigwurden – oder eben nicht. Zusammen mit Renato Müller realisierte sie 2004 den Film Turi über Arthur Honegger.
Ihr Buch SOS in Dürrenäsch beschreibt den Absturz des Swissair-Flug 306 am 4. September 1963 in Dürrenäsch. Parallel zu dem Buch begann Lotty Wohlwend Dreharbeiten zum gleichnamigen Film «SOS in Dürrenäsch». Die Dreharbeiten wurden für zwei Jahre unterbrochen und im Herbst 2011 wieder aufgenommen.

### Bücher
- Gestohlene Seelen: Verdingkinder in der Schweiz mit Arthur Honegger, Verlag Huber, Frauenfeld 2004. ISBN 978-3-7193-1365-4
- Silas. Gejagt, geschunden, gedemütigt – ein Report, Verlag Huber, Frauenfeld 2006. ISBN 978-3-7193-1422-4
- SOS in Dürrenäsch – eine Katastrophe erschüttert die Schweiz. Verlag Huber, Frauenfeld 2009. ISBN 978-3-7193-1504-7

### Filme
- 1996: Doch die Äpfel werden niemals reif
- 2001: Irischka – ein Flügel fliegt weiter
- 2004: Lotty Wohlwend und Renato Müller: Turi. Ein Film über Arthur Honegger

## Auszeichnungen
- 2011:  Anerkennungs- und Unterstützungsbeitrag der Gemeinde Dürrenäsch[4]